# Галтування

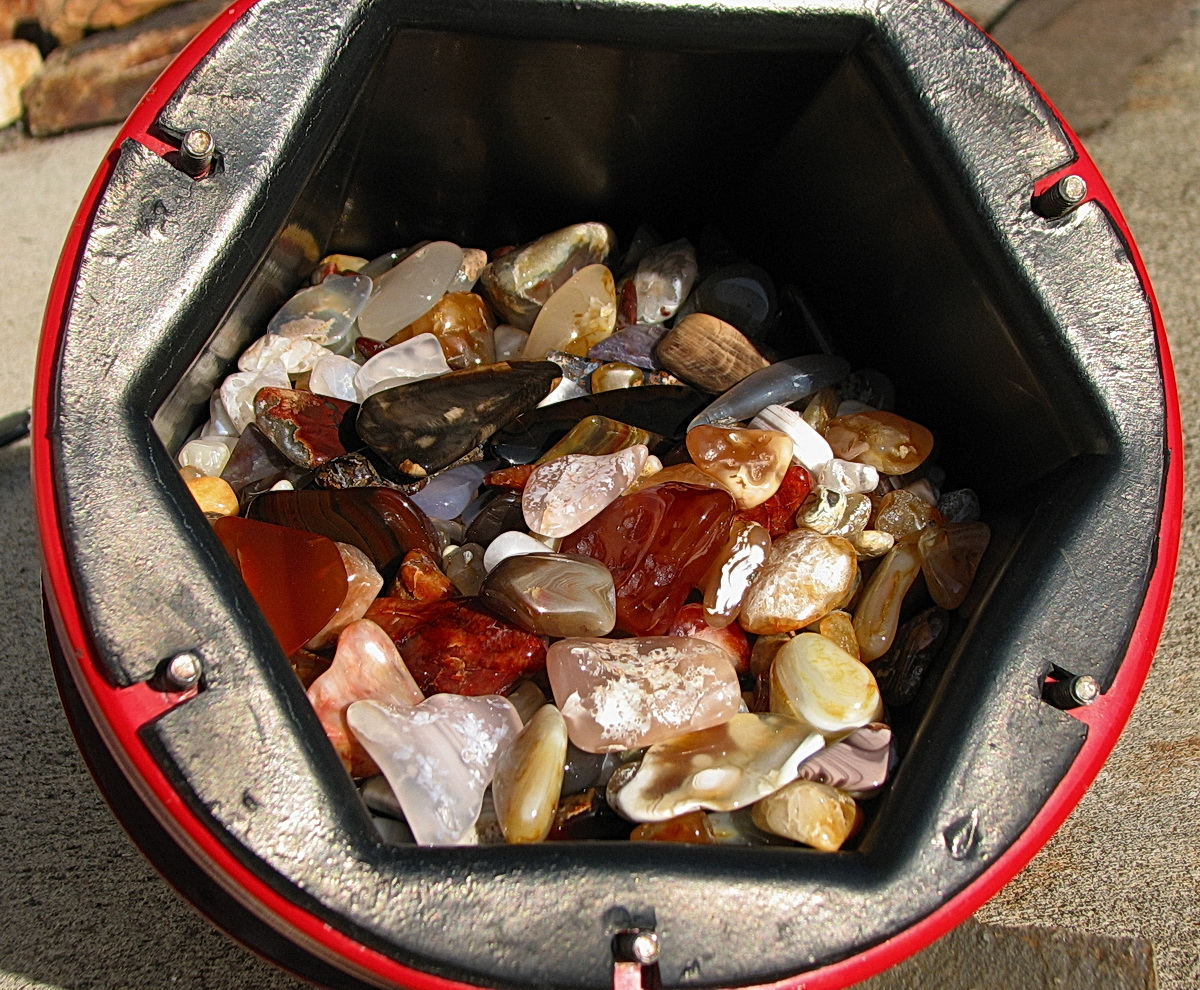
Готові оброблені галтуванням камені агату та яшми у відкритому шліфувальному барабані

Галтувáння — поверхневе механічне оброблення співударянням незакріплених об'єктів обробки і робочих тіл в замкнутому об'ємі при їх відносному переміщенні, яке зумовлене обертанням робочого органу. Лежить в основі технологічного процесу, призначеного для очищення поверхні дрібних деталей від окалини, задирок, формувальної суміші, а також, для покращення якості поверхні виробів. 
Вироби завантажуються у барабани чи дзвони разом із наждаком, піском чи іншими сухими абразивами (сухе галтування), або з додаванням до абразивів розчину кислоти чи лугу (мокре галтування). У деяких випадках застосовують сухе полірування деталей у дзвонах чи барабанах зі сталевими кульками, дерев'яною стружкою, обрізками шкіри тощо, чи мокре полірування, що здійснюється тими ж способами, але із додаванням мильної води.
Барабани можуть бути циліндричними, багатогранними, бочкоподібними з 2…3 внутрішніми ребрами об'ємом до 4м³. Частота обертання 10…50 об/хв. За об'ємом абразивний матеріал у 3…8 разів повинен перевищувати загальний об'єм деталей, а об'єм зайнятий в барабані деталями та абразивом не повинен перевищувати 60% об'єму барабана.